# Sędziwojewo (Górowo Iławeckie)
Sędziwojewo (deutsch Kreuzspahn) ist ein Ort in der polnischen Woiwodschaft Ermland-Masuren. Er gehört zur Landgemeinde Górowo Iławeckie (Landsberg) im Powiat Bartoszycki (Kreis Bartenstein) – bis 1945 zum Kreis Preußisch Eylau in Ostpreußen.

## Geographische Lage
Sędziwojewo liegt im Nordwesten der Woiwodschaft Ermland-Masuren, 18 Kilometer südwestlich der heute auf russischem Gebiet gelegenen früheren Kreisstadt Preußisch Eylau (russisch Bagrationowsk) bzw. 28 Kilometer nordwestlich der jetzigen Kreismetropole Bartoszyce (deutsch Bartenstein).

## Geschichte
Das Vorwerk Kreuzspahn wurde um 1890 gegründet und gehörte bis 1945 zu Wildenhoff (polnisch Dzikowo Iławeckie) im ostpreußischen Kreis Preußisch Eylau, Regierungsbezirk Königsberg. Im Jahre 1910 zählte Kreuzspahn 16 Einwohner.
In Kriegsfolge kam das kleine Dorf 1945 mit dem gesamten südlichen Ostpreußen zu Polen und erhielt die polnische Namensform „Sędziwojewo“. Heute ist es eine Ortschaft innerhalb der Gmina Górowo Iławeckie (Landgemeinde Landsberg) im Powiat Bartoszycki (Kreis Bartenstein), 1975 bis 1998 der Woiwodschaft Olsztyn, seither der Woiwodschaft Ermland-Masuren zugehörig.

## Religion
Kreuzspahn war bis 1945 in das Kirchspiel der evangelischen Kirche Canditten (polnisch Kandyty) in der Kirchenprovinz Ostpreußen der Kirche der Altpreußischen Union eingegliedert.
Sędziwojewo liegt jetzt in der römisch-katholischen Pfarrei Kandyty im Dekanat Górowo Iławeckie (Landsberg) des Erzbistums Ermland.

## Verkehr
Sędziwojewo liegt südlich der Straße Górowo Iławeckie (Landsberg) Żelazna Góra (Eisenberg) und ist über einen Abzweig zwischen Półwiosek (Halbendorf) und Kandyty (Canditten) zu erreichen. Eine Bahnanbindung besteht nicht.